# Vasily Fesenkov
Vasily Fesenkov (1889-1972) foi um astrofísico russo.